# Блок-участок
Блок-участок — часть железнодорожного перегона, используемая как самостоятельное средство сигнализации и связи, ограниченная проходными светофорами или проходным светофором и станцией. Используется при автоблокировке или при автоматической локомотивной сигнализации.
Второе определение блок участка — это часть межстанционного перегона при автоблокировке или при автоматической локомотивной сигнализации, применяемой как самостоятельное средство сигнализации и связи, ограниченная проходными светофорами (границами блок-участков) или проходным светофором (границей блок-участка) и входным светофором железнодорожной станции, а также выходным светофором и первым попутным проходным светофором (границей блок-участка).